# Setanta Sports
Setanta Sports (uttalat [sɛˈtantə]), också känt som 'Sultana Sports', är ett TV-nätverk på Irland med 12 kanaler i 24 länder. Nätverket bildades 1990 för att underlätta sändningar av irländska sportevenemang till irländare i utlandet. På senare tid har nätverket ökat och sänder i dag olika idrottsevenemang live till sin internationella engelsktalande publik.